# Clayton (Ohio)
Pour les articles homonymes, voir Clayton.
Clayton est une ville américaine située dans le comté de Montgomery dans l'État de l'Ohio. En 2010, sa population était de 13 209 habitants.

## Traduction
- (en) Cet article est partiellement ou en totalité issu de l’article de Wikipédia en anglais intitulé « Clayton, Ohio » (voir la liste des auteurs).